# Rohfilm
Als Rohfilm bezeichnet man in Fotografie und Filmproduktion unbelichtetes Filmmaterial, nämlich Negativfilm, Umkehrfilm und Direktumkehrfilm. Rohfilm wird vom Hersteller meistens konfektioniert ausgeliefert, also in bestimmten Größen und passend perforiert für das jeweilige Filmformat. Rohfilm wird als Blattware in Planfilmpackungen, als Rollfilm auf Kern oder Spule in lichtdichtem Beutel und in verklebter Dose verkauft mit Ausnahme von Super-8- und Single-8-Film, die in Einwegkassetten verpackt sind.
Der früher ausschließlich verwendete Rohfilm auf Nitrocellulose-Basis wurde wegen seiner Feuergefährlichkeit und der Eigenschaft, explosive Gase zu entwickeln, durch den heute gebräuchlichen Sicherheitsfilm auf Acetylcellulose-Basis ersetzt. Derartige Filme sind mit „Safety-Film“ oder „S“ gekennzeichnet (DIN 15551). Auch die heute inzwischen üblichen Filmunterlagen auf Kunststoffbasis (Polyester, Polycarbonat) entsprechen  den internationalen Sicherheitsvorschriften.
Bis zur Belichtung sollte Rohfilm gekühlt aufbewahrt werden. Bei längerer oder unsachgemäßer Lagerung treten Farbveränderungen und Empfindlichkeitsverluste auf. 